# Артемида (роман)
Артемида (енгл. Artemis) је научнофантастични роман америчког писца Ендија Вира, први пут објављен 2017. године. Прича се дешава крајем 2080-их у Артемиди, првом и једином граду на Месецу, и прати живот портерке и кријумчарке Џасмин „Џас” Башаре, која бива уплетена у заверу око контроле над градом.
Књигу је у Србији објавила издавачка кућа Evro Book 2017. године, у преводу Јане Туфегџић.

## Радња
У Артемиди, првом и једином граду на Месецу, портерка и повремена кријумчарка Џасмин „Џас” Башара добија понуду од сталног клијента, богатог бизнисмена Тронда Ландвика, да јој помогне у његовом новом пословном подухвату. Током сусрета са Трондом, Џас на кратко упознаје његовог сарадника Џина Чуа, који покушава да сакрије кутију са ознаком ОВНС. Тронд намерава да преузме компанију Санчез Алуминијум, која тренутно има веома профитабилан стални уговор са градом: бесплатна енергија у замену за снабдевање града кисеоником као споредним производом при производњи алуминијума. Тронд тражи од Џас да саботира машине за вађење анортита како би он могао да их замени својим. Када јој понуди огромну своту новца за ту криминалну активност, Џас пристаје.
Џас позајмљује апарат за заваривање од свог отуђеног оца Амара и малог робота за инспекцију трупа (РИТ) од једне његове пословне партнерке. Она посећује место слетања Апола 11 прерушена у туристкињу, остављајући РИТ-а испред ваздушне коморе како би јој отворио отвор без помоћи овлашћеног ЕВА инструктора. Наредног дана, док електронски уређај који је направио њен пријатељ научник Мартин Свобода ствара илузију да је у својој соби, Џас пешачи преко површине Месеца до места где машине скупљају руду. Успешно саботира једну машину, али је камера друге сними. Џас уништава још две, али мора да побегне пре него што успе да онеспособи и последњу, јер примећује да јој прилази ЕВА тим. Како ЕВА инструктори чувају све улазе у базу, Џас проналази бившег пријатеља Дејла, кога мрзи јер јој је „украо” дечка Тајлера. Дејл јој нуди да је не пријави ако остави по страни своју огорченост и покушају да обнове пријатељство, на шта она невољно пристаје.
Када открије да су Тронд и његова телохранитељка убијени, Џас тражи Џина Чуа у скупом хотелу. Тамо је напада Трондов убица, али она успева да побегне са ОВНС кутијом и предаје је Свободи на анализу. Џас сазнаје да је Санчез Алуминијум параван за О Паласио, највећи и најмоћнији криминални синдикат у Бразилу, као и да је убица, Марсело Алварез, сада прати. Џин пристаје да се састане са Џас, али је издаје Алварезу како би спасао себе. Џас, која је очекивала овако нешто, активира замку коју је поставила, онеспособљава Алвареза и предаје га градској полицији на челу са Рудијем.
Свобода открива да ОВНС значи „Оптичко влакно нултог слабљења”, које омогућава пренос података на велике даљине без репетитора, што би револуционисало телекомуникациону инфраструктуру. За процес производње захтева се ниска гравитација, што чини Артемиду идеалним местом, а нова индустрија би значајно подстакла стагнирајућу привреду града. Џас се суочава са управитељком града Фиделис Нгуги, која открива да ју је користила као мамац да открије агенте О Паласија, не желећи да криминални синдикат преузме Артемиду.
Џас потом окупља своје невољне пријатеље и оца како би зауставили О Паласио уништавањем топионице Санчез Алуминијума, што ће омогућити Трондовој ћерки Лене, која је наследила његово богатство, да преузме очеве уговоре и обнови индустрију. Дејл помаже Џас да провали у постројење, где она саботира топионицу тако да се прегреје и уништи. Међутим, тиме нехотице ствара смртоносан хлороформ који се пумпа у градски систем за снабдевање ваздухом. Са мање од сат времена на располагању пре него што становници Артемиде умру од удисања гаса, Џас жури да приступи Трондовом складишту неконтаминираног кисеоника. Покушава да се жртвује како би спасила град, али Дејл успева да је спаси.
Лене исплаћује Џас новац који јој је Тронд обећао. Џас користи део да купи свом оцу нову радионицу за заваривање уместо оне коју је као тинејџерка уништила. Затим је Нгугијева позива у свој кабинет и обавештава да ће бити депортована на Земљу. Џас успева да је убеди да је корисна за град као „овлашћена” безопасна кријумчарка чији монопол над илегалном трговином спречава друге, опасније криминалце да се умешају. Нгугијева попушта, али јој наређује да плати већи део свог преосталог новца као казну граду. Џас и Дејл обнављају пријатељство, након чега она даје задатак Келвину, свом партнеру у кријумчарењу на Земљи, да открије за коју компанију ради Џин и да инвестира у њу пре него што буде објављена информација о ОВНС-у и његовом потенцијалу за зараду.

## Ликови
- Џасмин „Џас” Башара − Грађанка Артемиде која ради као достављачица и такође се бави кријумчарењем робе како би преживела у скупом граду.
- Амар Башара – Џасин отац, који не одобрава њен начин живота; муслиман је и ради као заваривач у Артемиди.
- Тронд Ландвик – Богат бизнисмен из Норвешке, који живи са својом ћерком Лене, старом 16 година.
- Лене Ландвик – Трондова ћерка, која није могла да хода на Земљи након несреће, али може да се креће уз помоћ штака при слабој месечевој гравитацији.
- Мартин Свобода – Украјински научник који ради у канцеларији Европске свемирске агенције у Артемиди.
- Руди Дибоа – Канађанин, шеф обезбеђења Артемиде.
- Дејл Шапиро – ЕВА водич, који се замерио Џас.
- Боб Луис – Бивши маринац САД, сада ЕВА инструктор.
- Фиделис Нгуги – Оснивачица и управитељка Артемиде.
- Марсело Алварез – Бразилски убица, који ради за О Паласио.
- Џин Чу – Партнер Тронда Ландвика из Хонгконга.
- Лорета Санчез – Власница Санчез Алуминијума.
- Келвин Отијено – Џасин дописни пријатељ из Кеније и партнер у кријумчарењу.

## Пријем
Пишући за The New York Times, списатељица Н. К. Џемисин дала је мешовиту рецензију, написавши да је књига „у сржи прича о пљачки — али јој недостају кључни елементи савремених прича те врсте: нема тима шармантних стручњака, нема изненађујућих преокрета у радњи. То можда одговара љубитељима 'тврде' научне фантастике који више цене идеју него изведбу, или једноставно жуде за добро истраженом техничком спекулацијом у облику фикције”. Супротно томе, рецензент часописа Salon назвао је књигу „научнофантастичним хитом за широку публику, направљеним за велико платно”.